# Grand Caucase
Pour les articles homonymes, voir Caucase (homonymie).
Le Grand Caucase (en géorgien : დიდი კავკასიონი, en russe : Большой Кавказ, en azéri : Böyük Qafqaz Dağları) est une des deux chaînes de montagnes du Caucase. Il est séparé de l'autre chaîne, située plus au sud et appelée Petit Caucase, par la Transcaucasie.

## Géographie

### Situation, topographie
La chaîne du Grand Caucase s'étire sur près de 1 200 km de long, du nord-ouest au sud-est, entre la péninsule de Taman sur la mer Noire jusqu'à la péninsule d'Abşeron sur la mer Caspienne et du Caucase de l'Ouest près de Sotchi sur les bords de la mer Noire jusqu'à Bakou sur la mer Caspienne.
Le Grand Caucase est généralement considéré comme une limite terrestre entre l'Europe et l'Asie.
Le Grand Caucase est complété, au sud, par le Petit Caucase, les deux chaînes étant reliées par la chaîne de Likhi.
La chaîne du Grand Caucase est divisée en trois parties : 
- le Caucase occidental, de la mer Noire au mont Elbrouz ;
- le Caucase central, du mont Elbrouz au mont Kazbek ;
- le Caucase oriental, du mont Kazbek à la mer Caspienne.

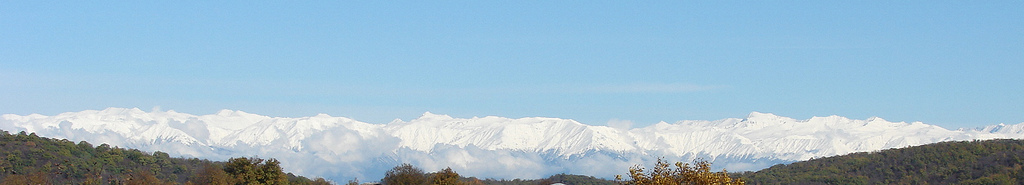
Vue panoramique des sommets enneigés du Grand Caucase.

### Climat et végétation
Dans le Caucase occidental, avec des précipitations plus abondantes, les montagnes sont densément boisées : les forêts de feuillus jusqu'à 1 500 m, les forêts de conifères jusqu'à 2 500 m et les prairies alpines au-dessus de la limite des arbres. 
Dans le Caucase oriental, avec des précipitations plus faibles, les montagnes sont pour la plupart dépourvues d'arbres.

### Voies de communication
Une importante voie de communication franchit cette chaîne montagneuse ; il s'agit de la route transcaucasienne qui relie la Russie à la Géorgie via le tunnel de Roki.